# Alexej Jašin
Alexej Valerjevič Jašin (rusky Алексей Валерьевич Яшин, * 5. listopadu 1973, Jekatěrinburg, Sovětský svaz) je bývalý ruský hokejový útočník naposled hrající v týmu HC CSKA Moskva v KHL. Jašin je mistrem světa z roku 1993. Kromě toho je stříbrným a bronzovým olympijským medailistou. Aktivní činnost ukončil v roce 2012 a 7. prosince téhož roku byl jmenován generálním manažerem Ruské ženské hokejové reprezentace.

## Individuální úspěchy
- 1993 – jmenován do All-star týmu ruské superligy. (HC Dynamo Moskva)
- 1994, 1999 a 2002 – nominován do NHL All-Star Game. (Ottawa Senators a New York Islanders)
- 1999 – jmenován do 2. All-Star Teamu NHL. (Ottawa Senators)
- 2008 – Zlatá hokejka (KHL)
- 2008 – Zlatá přilba
- 2009 a 2010 – nominován do Utkání hvězd KHL. (Lokomotiv Jaroslavl a SKA Petrohrad)
- 2010 – Nejlepší trojka (KHL)

## Týmové úspěchy
- 1991 – stříbro na mistrovství Evropy do 18 let. (SNS)
- 1992 – zlato na mistrovství světa juniorů. (SNS)
- 1992 – mistr ruské superligy. (HC Dynamo Moskva)
- 1993 – mistr ruské superligy. (HC Dynamo Moskva)
- 1993 – zlato na mistrovství světa. (Rusko)
- 1998 – stříbro na zimních olympijských hrách. (Rusko)
- 2002 – bronz na zimních olympijských hrách. (Rusko)
- 2005 – bronz mistrovství světa. (Rusko)
- 2008 – finalista ruské superligy. (Lokomotiv Jaroslavl)
- 2009 – finalista Gagarinova poháru. (Lokomotiv Jaroslavl)
- 2010 – vítěz Spenglerova poháru. (SKA Petrohrad)

## Klubové statistiky
| Sezona       | Klub                       | Soutěž       | Základní část   | Základní část   | Základní část   | Základní část   | Základní část   | Play off        | Play off        | Play off        | Play off        | Play off        |                 |
| Sezona       | Klub                       | Soutěž       | Z               | G               | A               | B               | TM              | Z               | G               | A               | B               | TM              |                 |
| ------------ | -------------------------- | ------------ | --------------- | --------------- | --------------- | --------------- | --------------- | --------------- | --------------- | --------------- | --------------- | --------------- | --------------- |
| 1990–91      | Avtomobilist Jekatěrinburg | SSSR         | 26              | 2               | 1               | 3               | 10              | —               | —               | —               | —               | —               |                 |
| 1991–92      | Dynamo Moskva              | RSL          | 28              | 7               | 3               | 10              | 19              | 7               | 0               | 2               | 2               | 0               |                 |
| 1991–92      | Dynamo Moskva B            | 3. RUS       | 6               | 6               | 2               | 8               | 8               | —               | —               | —               | —               | —               |                 |
| 1992–93      | Dynamo Moskva              | RSL          | 27              | 10              | 12              | 22              | 18              | —               | —               | —               | —               | —               |                 |
| 1993–94      | Ottawa Senators            | NHL          | 83              | 30              | 49              | 79              | 22              | —               | —               | —               | —               | —               |                 |
| 1994–95      | Ottawa Senators            | NHL          | 47              | 21              | 23              | 44              | 20              | —               | —               | —               | —               | —               |                 |
| 1994–95      | Las Vegas Thunder          | IHL          | 24              | 15              | 20              | 35              | 32              | —               | —               | —               | —               | —               |                 |
| 1995–96      | Ottawa Senators            | NHL          | 46              | 15              | 24              | 39              | 28              | —               | —               | —               | —               | —               |                 |
| 1995–96      | CSKA Moskva                | RSL          | 4               | 2               | 2               | 4               | 4               | —               | —               | —               | —               | —               |                 |
| 1996–97      | Ottawa Senators            | NHL          | 82              | 35              | 40              | 75              | 44              | 7               | 1               | 5               | 6               | 2               |                 |
| 1997–98      | Ottawa Senators            | NHL          | 82              | 33              | 39              | 72              | 24              | 11              | 5               | 3               | 8               | 8               |                 |
| 1998–99      | Ottawa Senators            | NHL          | 82              | 44              | 50              | 94              | 54              | 4               | 0               | 0               | 0               | 10              |                 |
| 1999–00      | Nehrál                     |              | Byl bez smlouvy | Byl bez smlouvy | Byl bez smlouvy | Byl bez smlouvy | Byl bez smlouvy | Byl bez smlouvy | Byl bez smlouvy | Byl bez smlouvy | Byl bez smlouvy | Byl bez smlouvy | Byl bez smlouvy |
| 2000–01      | Ottawa Senators            | NHL          | 82              | 40              | 48              | 88              | 30              | 4               | 0               | 1               | 1               | 0               |                 |
| 2001–02      | New York Islanders         | NHL          | 78              | 32              | 43              | 75              | 25              | 7               | 3               | 4               | 7               | 2               |                 |
| 2002–03      | New York Islanders         | NHL          | 81              | 26              | 39              | 65              | 32              | 5               | 2               | 2               | 4               | 2               |                 |
| 2003–04      | New York Islanders         | NHL          | 47              | 15              | 19              | 34              | 10              | 5               | 0               | 1               | 1               | 0               |                 |
| 2004–05      | Lokomotiv Jaroslavl        | RSL          | 10              | 3               | 3               | 6               | 14              | 9               | 3               | 7               | 10              | 10              |                 |
| 2005–06      | New York Islanders         | NHL          | 82              | 28              | 38              | 66              | 68              | —               | —               | —               | —               | —               |                 |
| 2006–07      | New York Islanders         | NHL          | 58              | 18              | 32              | 50              | 44              | 5               | 0               | 0               | 0               | 0               |                 |
| 2007–08      | Lokomotiv Jaroslavl        | RSL          | 56              | 16              | 27              | 43              | 63              | 16              | 8               | 6               | 14              | 16              |                 |
| 2008–09      | Lokomotiv Jaroslavl        | KHL          | 56              | 21              | 26              | 47              | 30              | 19              | 7               | 11              | 18              | 10              |                 |
| 2009–10      | SKA Petrohrad              | KHL          | 56              | 18              | 46              | 64              | 38              | 4               | 2               | 1               | 3               | 0               |                 |
| 2010–11      | SKA Petrohrad              | KHL          | 52              | 15              | 18              | 33              | 50              | 4               | 1               | 4               | 5               | 0               |                 |
| 2011–12      | HC CSKA Moskva             | KHL          | 43              | 9               | 11              | 20              | 18              | 3               | 1               | 0               | 1               | 0               |                 |
| NHL celkově  | NHL celkově                | NHL celkově  | 850             | 337             | 444             | 781             | 401             | 48              | 11              | 16              | 27              | 24              |                 |
| KHL celkově  | KHL celkově                | KHL celkově  | 207             | 63              | 101             | 164             | 136             | 30              | 11              | 16              | 27              | 14              |                 |
| RSL celkově  | RSL celkově                | RSL celkově  | 125             | 38              | 47              | 85              | 62              | 42              | 18              | 18              | 36              | 44              |                 |
| SSSR celkově | SSSR celkově               | SSSR celkově | 26              | 2               | 1               | 3               | 10              | —               | —               | —               | —               | —               |                 |
| IHL celkově  | IHL celkově                | IHL celkově  | 24              | 15              | 20              | 35              | 32              | —               | —               | —               | —               | —               |                 |

### Reprezentační statistiky
| 1991                   | SNS                    | ME 18'                 | 5  | 1  | 2  | 3  | 2  |
| 1992                   | SNS                    | MSJ                    | 7  | 4  | 2  | 6  | 2  |
| 1993                   | Rusko                  | MSJ                    | 3  | 1  | 0  | 1  | 4  |
| Juniorská reprezentace | Juniorská reprezentace | Juniorská reprezentace | 15 | 6  | 4  | 10 | 8  |
| 1993                   | Rusko                  | MS                     | 8  | 2  | 1  | 3  | 5  |
| 1994                   | Rusko                  | MS                     | 5  | 1  | 2  | 3  | 8  |
| 1996                   | Rusko                  | MS                     | 8  | 4  | 5  | 9  | 4  |
| 1996                   | Rusko                  | SP                     | 5  | 0  | 2  | 2  | 6  |
| 1997                   | Rusko                  | MS                     | 5  | 3  | 0  | 3  | 12 |
| 1998                   | Rusko                  | ZOH                    | 6  | 3  | 3  | 6  | 0  |
| 1999                   | Rusko                  | MS                     | 6  | 8  | 1  | 9  | 6  |
| 2000                   | Rusko                  | MS                     | 5  | 1  | 1  | 2  | 8  |
| 2001                   | Rusko                  | MS                     | 7  | 2  | 3  | 5  | 6  |
| 2002                   | Rusko                  | ZOH                    | 6  | 1  | 1  | 2  | 0  |
| 2004                   | Rusko                  | MS                     | 6  | 1  | 2  | 3  | 2  |
| 2004                   | Rusko                  | SP                     | 4  | 1  | 2  | 3  | 4  |
| 2005                   | Rusko                  | MS                     | 9  | 2  | 1  | 3  | 8  |
| 2006                   | Rusko                  | ZOH                    | 8  | 1  | 3  | 4  | 4  |
| Seniorská reprezentace | Seniorská reprezentace | Seniorská reprezentace | 88 | 30 | 27 | 57 | 73 |